# Enel Generación Chile
Enel Generación Chile (anciennement Endesa) est une entreprise chilienne fondée en 1943, et faisant partie de l'IPSA, le principal indice boursier de la bourse de Santiago du Chili. Enel Generación Chile est la principale compagnie d'électricité du Chili.